# Iulian Apostol
Iulian Apostol (nacido el 3 de diciembre de 1980 en Galaţi) es un futbolista profesional rumano que juega en el Rapid Bucureşti de la Liga I. Es internacional absoluto por Rumania y juega como mediocentro.

## Carrera profesional
Apostol comenzó su carrera como profesional en el Dunărea Galaţi de su ciudad natal, equipo en el que permaneció dos años e hizo su debut profesional. Posteriormente pasó por el Gloria Buzău y el Oţelul Galaţi antes de firmar por el Unirea Urziceni, donde se convirtió en un futbolista clave en el centro del campo del Unirea que ganó la Liga I por primera vez en su historia en la temporada 2008-09.
El 31 de agosto de 2010 fichó por el Steaua Bucureşti junto a sus compañeros del Unirea Urziceni: Galamaz, Ricardo, Marinescu, Bilaşco, Onofraş y Brandán. Tras sólo tres meses se desvinculó del Steaua. Regresó al Unirea en 2011 y desde ese mismo año milita en el Rapid Bucureşti.

## Trayectoria
| Club                   | País    | Año       |
| ---------------------- | ------- | --------- |
| Dunărea Galaţi         | Rumania | 1996–2000 |
| Metalul Plopeni        | Rumania | 2000–2002 |
| Gloria Buzău           | Rumania | 2002–2003 |
| Oţelul Galaţi          | Rumania | 2003–2004 |
| Farul Constanţa        | Rumania | 2004–2007 |
| Oţelul Galaţi (cedido) | Rumania | 2006      |
| Unirea Urziceni        | Rumania | 2007–2010 |
| Steaua Bucureşti       | Rumania | 2010      |
| Unirea Urziceni        | Rumania | 2011      |
| Rapid Bucureşti        | Rumania | 2011-     |

## Palmarés
- Unirea Urziceni
  - Liga I – (2008-09)